# Żydowinowo
Żydowinowo (ros. Жидовиново) – wieś w Rosji, w rejonie mieżdurieczeńskim obwodu wołogodzkiego. W 2010 r. liczyła 18 mieszkańców.